# Ulica Ludwika Rydygiera we Wrocławiu
Ulica Ludwika Rydygiera (do 1945 roku Gustav–Müller–Straße, wcześniej, do 1934 Mehlgasse) - jedna z ulic wrocławskiego Przedmieścia Odrzańskiego.

## Historia

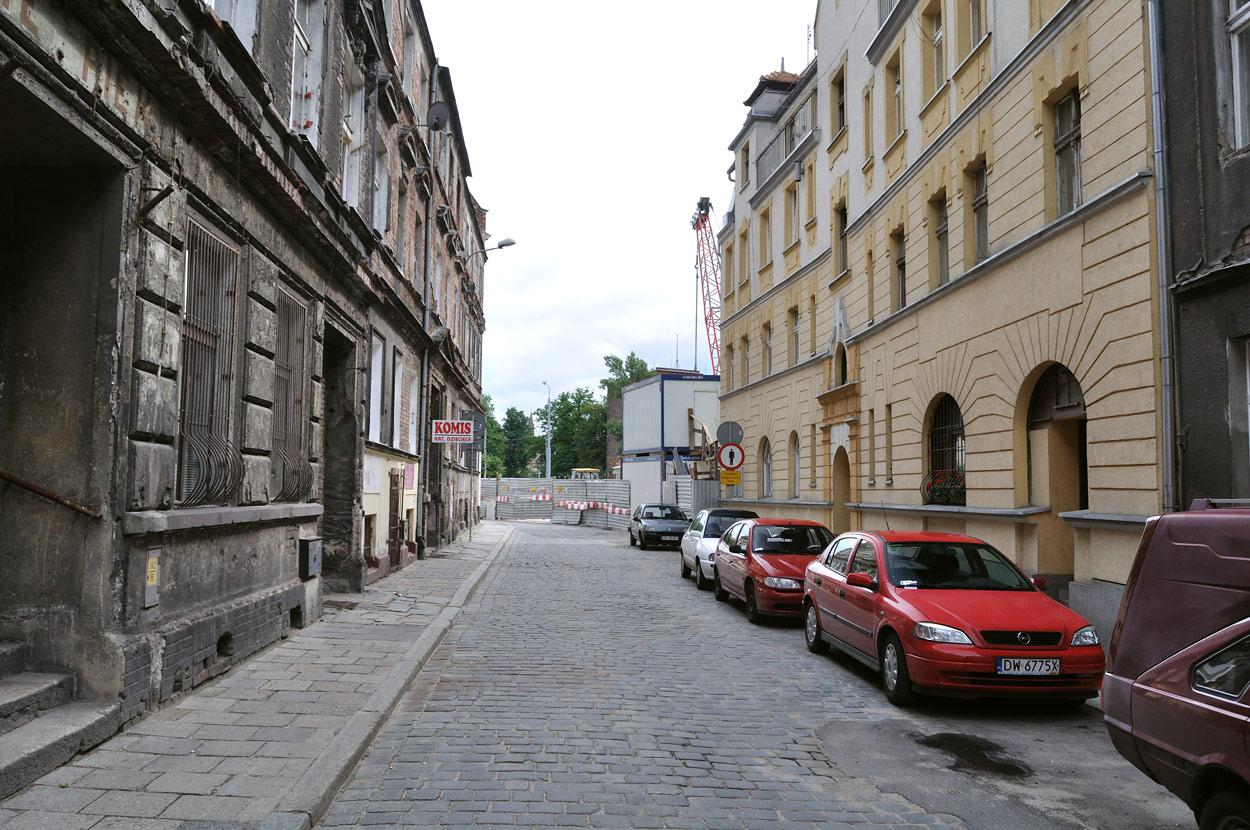
Ulica Rydygiera, widok początkowego wąskiego odcinka

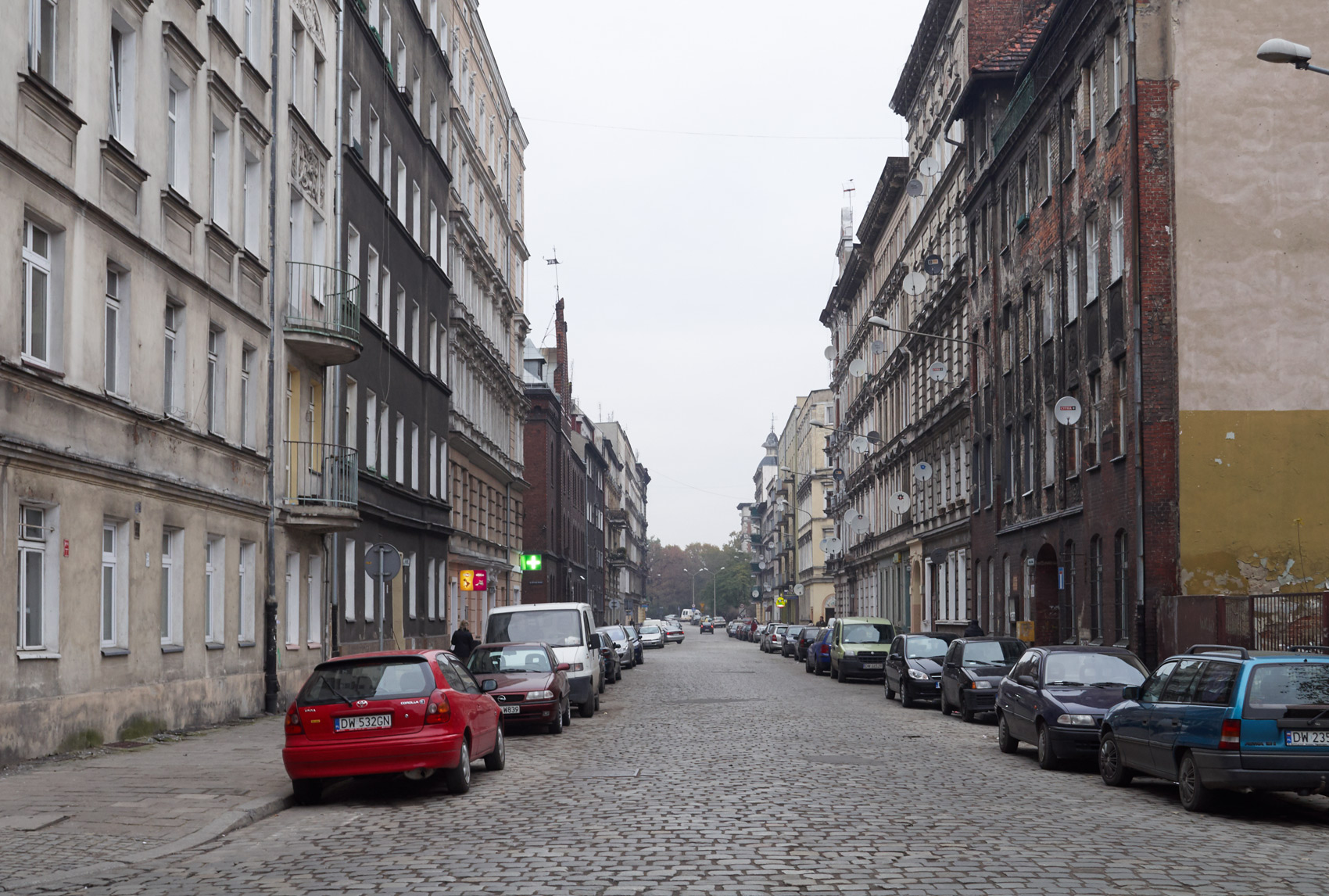
Ulica Rydygiera, widok w kierunku północnym

Dzisiejsza ulica odtwarza w znacznym stopniu (na północ od skrzyżowania z dzisiejszą ulicą Drobnera) przebieg dawnej drogi okalającej od strony zachodniej Matthias Feld (tzw. „Maciejowe Pole”) wzmiankowanej od roku 1467, zwanej Kuhgasse, tj. „Bydlęca” albo „Krowia”, bowiem to tędy pędzono stada bydła do jatek, znajdujących się w mieście. Droga ta, wzdłuż której zabudowa następowała systematycznie od południa ku północy już od wieku XVI, widoczna jest m.in. na zachowanej do dziś w Archiwum Miejskim mapie z 1728 roku, na której obok niej (na wschód) nakreślony jest także przebieg strumienia płynącego do stawu, który wówczas znajdował się przy szpitalu Jedenastu Tysięcy Dziewic.
Kuhgasse była rozdwojona na swoim południowym odcinku (tj. przy obecnej ul. Drobnera), współcześnie jedno z tych odgałęzień (zachodnie) nosi nazwę ul. Śrutowej (do 1945 Schrotgasse), a drugie – ul. Rydygiera. Oba te odgałęzienia do dzisiaj są bardzo wąskie.
Krótko po rozpoczęciu rozbiórki fortyfikacji miejskich Wrocławia, obszar Matthias Feld (wraz z biegnącą obok Kuhgasse) włączony został w 1808 roku w granice administracyjne miasta. Wg Antkowiaka u ówczesnych mieszkańców nazwa ich ulicy wywoływała złe, wiejskie skojarzenia, w związku z czym od 1824 spowodowali zmianę nazwy na Mehlgasse (tj. „Mączną”). To właśnie z lat 20. XIX wieku pochodzi najstarsza z zachowanych do dziś kamienic przy tej ulicy, nr 25–27 (na fotografii po prawej).
W 1892 roku przy ulicy Rydygiera nr 46–48, wg projektu K. Klimma i R. Plüddemanna, zbudowany został Szpital dla Służby, a w 1899 roku pod numerami 22–28, wg projektu J. Hauke, Szpital św. Jerzego. Po roku 1945 pierwszy z tych budynków stał się siedzibą komisariatu milicji, potem policji, natomiast drugi zachował swą funkcję jako państwowy Specjalistyczny Szpital im. L. Rydygiera, który w tej formule działał do 2004 roku. Następnie boromeuszki powołały tu Ośrodek pw. św. Jerzego (nazwa w latach 2008–2013: Zakład Opiekuńczo-Leczniczy dla Dorosłych pw. św. Jerzego).
Około 1933 roku nazwę Mehlgasse zmieniono na Gustav–Müller–Straße. Podczas oblężenia Festung Breslau w 1945 roku przy ul. Rydygiera zlokalizowana była rusznikarnia oraz skład broni i amunicji, które zostały najprawdopodobniej rozpoznane przez radziecki wywiad, po czym zbombardowane przez lotnictwo. Skutkiem tych bombardowań były znaczne szkody, w gruzach legło około dwudziestu kamienic.
Po wojnie, od 1945 roku, patronem ulicy został Wincenty Witos; 11 grudnia 1951 ulicę przemianowano nadając jej nazwę Jana Ewangelisty Purkyniego; 23 listopada 1956 nazwę ulicy zmieniono raz jeszcze, na Ludwika Rydygiera, która obowiązuje do dziś.